# Temelucha alachuana
Temelucha alachuana är en stekelart som beskrevs av Dasch 1979. Temelucha alachuana ingår i släktet Temelucha och familjen brokparasitsteklar. Inga underarter finns listade i Catalogue of Life.